# Handelsmynt

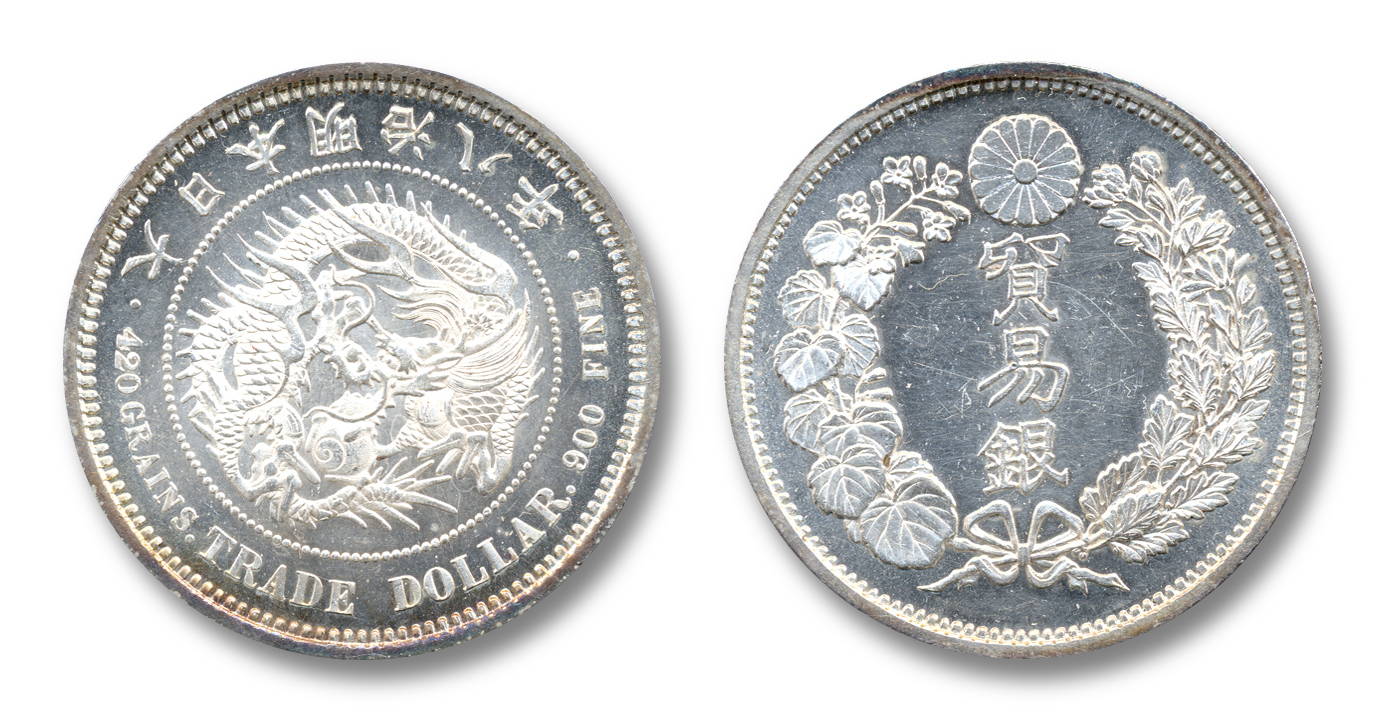
Dollarmynt som var handelsmynt i Japan.

Handelsmynt präglades förr i ett land för att användas i andra länder, i synnerhet sådana som var ekonomiskt underutvecklade och saknade mynt och valutaförordningar.
I de egna länderna var handelsmynten inte lagliga betalningsmedel, eftersom deras köpkraftsvärde var större än deras nominella värde. Staten garanterade vikten och finheten för den använda ädelmetallen, och därigenom blev handelsmynten en jämförbar och värdemässigt säker måttstock i inflationstider. I synnerhet under medeltiden var sådana handelsmynt, som t. ex. den rhenska gulden (gyllen) i stort omlopp.
Det mest typiska handelsmyntet är Maria Theresia-thalern, ett silvermynt som började framställas 1753 (men inte fick årtalet inpräglat förrän 1780). Det användes för att betala exporten från levantinska länder, men brukades också i Afrika och har myntats även i modern tid.
USA utmyntade 1873-78 en s. k. trade-dollar ("handelsdollar") för handeln på Ostasien, även om försöket icke slog väl ut. 
I Frankrike präglas sedan 1880 en s. k. piastre de commerce ("handelspiaster") för användning i Cochinkina och Tonkin. 
Bland svenska handelsmynt kan nämnas silvermyntet daler, präglat från Gustav Vasas tid (efter 1604 med benämningen riksdaler) och guldmyntet dukat (präglat från Karl X Gustav).
Stundom har även mynt, som framställts för att tjäna som territoriell valuta, men som vunnit stor utbredning utanför det egna landet, kallats för handelsmynt. Under medeltiden var den engelska sterlingen och den kölnska denaren exempel på sådana.